# Sonata per pianoforte n. 1 (Beethoven)
La Sonata per pianoforte n. 1, Op. 2 n. 1 di Ludwig van Beethoven venne composta nel 1795 e pubblicata l'anno successivo assieme alle altre due sonate della medesima opera. L'autore – da poco giunto a Vienna – decise di dedicarle a Joseph Haydn, suo maestro in quel periodo.

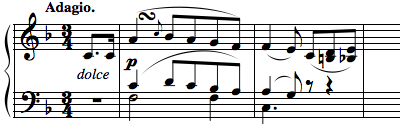
Battute iniziali del secondo movimento della Sonata.

Non si tratta della prima sonata in assoluto: già tredici anni prima Beethoven scrisse le Kurfürstensonaten WoO 47. Parte del materiale tematico che ritroviamo nell'op. 2 vide la luce alcuni anni addietro.

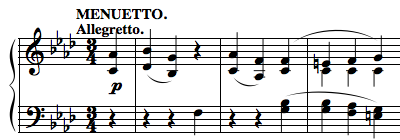
Battute iniziali del terzo movimento della Sonata.

## Struttura
La sonata n. 1, come le altre della medesima op. 2, è articolata in quattro movimenti. Il tema principale dell'Adagio era già stato utilizzato da Beethoven nel quartetto WoO 36 n. 3, composto all'età di quattordici anni.

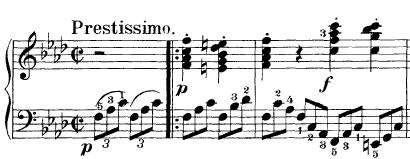
Battute iniziali del quarto movimento della Sonata.

### Analisi del primo movimento
La struttura formale di questo primo movimento è quella classica della forma-sonata: esposizione del primo tema e del secondo tema, sviluppo, e ripresa dei due temi. Il tempo indicato è Allegro.

#### Esposizione del primo tema
Appare subito il primo tema, fresco e giovanile, esposto in otto battute [bb. 1-8]. Consiste in un razzo di Mannheim, ossia un arpeggio di sei note di un quarto sulla tonica (fa minore con una anacrusi sul quinto grado (do) [bb. 1-3]. Questo inciso di 6 note si conclude con una terzina in sedicesimi [b. 3]. L'arpeggio di sei note viene quindi ripetuta sulla dominante (do maggiore settima) [bb. 4-5]. A battuta 6 si ritorna alla tonica e con una breve cadenza il tema termina sulla dominante [b. 9]. Il punto coronato (una pausa prolungabile a piacere) alla fine del tema, è un “elemento drammatico” che mette ancor più in risalto l'arco espressivo di questo tema.
In questo tema, specialmente l'arpeggio ascendente iniziale, più di qualche critico ha visto una certa analogia con il tema iniziale dell'ultimo movimento (Allegro assai) della sinfonia in sol minore di Mozart, qui sotto riportato (solamente la parte degli archi).
In realtà questo tema era già stato ideato da Beethoven molti anni prima per un quartetto con pianoforte, prima ancora della sinfonia mozartiana.

Le battute seguenti [bb. 9-15] riprendono alcuni elementi del tema: l'arpeggio iniziale e la terzina, quest'ultima trattata quasi in canone su una discesa accordale di quarte; si forma così la codetta al tema. Alla fine delle quattro battute accordali [bb.12-15] si raggiunge la tonalità relativa maggiore (la♭ maggiore).
Seguono 6 battute [bb.16-21] di transizione e preparazione al secondo tema (o ponte modulante) durante le quali il tessuto armonico e sonoro si inspessisce fino all'entrata del secondo tema.

#### Esposizione del secondo tema
Il secondo tema inizia con un arpeggio discendente (con appoggiatura in levare) dell'accordo di dominante della tonalità di Lab maggiore (accordo Mib maggiore), come vuole la tradizione (tonalità relativa maggiore della tonalità del tema iniziale). ripetuto identicamente per due volte. Questo tema è inversione del primo (arricchito dalla appoggia Tura discendente in testa che diverrà materiale privilegiato nello sviluppo) e risulta una espressione naturale discendente della prima idea. Per tutta la presentazione del tema, la mano sinistra insiste su quartine in crome basate sulla nota mi♭ (pedale di dominante - sarà un elemento molto importante nel successivo sviluppo).
Questo secondo tema a confronto con il primo non appare come un mondo completamente diverso e contrastante, ma invece sono uno la catarsi dell'altro quasi alla ricerca di una sintesi. Un altro elemento che lo accomuna al primo tema è la sua colorazione cromatica tipica e caratteristica del modo minore.

La codetta del secondo tema [bb. 27-42] è basata interamente sulle quartine dell'accompagnamento che ora passano anche alla mano destra (in realtà sono quartine in controtempo in quanto mancano della prima croma). Il ritmo frenetico di questa fase si blocca di colpo per dar luogo alla coda dell'esposizione, sempre in la ♭ maggiore (viene così impostata la tonalità d'avvio dello sviluppo), che chiude questa prima parte del movimento [bb. 42-49].
Questo episodio di chiusura dell'esposizione può essere considerato un altro “elemento drammatico”, logica conseguenza del punto coronato alla fine del primo tema (a batt. 9), accentuato ancor di più dalle dissonanze del sincopato della mano sinistra.

#### Sviluppo
Segue il ritornello dell'esposizione e quindi si entra nello sviluppo. Viene subito introdotto il primo tema lievemente variato (l'inciso della terzina viene ripetuto due volte) nella tonalità di la ♭ maggiore (relativa maggiore di fa minore) [bb. 49-55]. La seconda ripetizione di questa parte si conclude con un tono più basso (accordo di sesta aumentata in funzione di VII grado di Fa, dominante del tono di Sib minore).
La tensione creata dall'accordo di sesta aumentata con l'appoggio di uno sforzando evidenzia al massimo l'entrata, nello sviluppo, del secondo tema nella tonalità di Sib minore (l'arpeggio è dell'accordo di V grado come da esposizione del secondo tema) [bb. 56 e seg.].
Ed è proprio il secondo tema che decisamente prevale in questo sviluppo, soprattutto con la continua e insistente quartina. Quando poi il tema “passa” alla mano sinistra, è la mano destra che riprende le quartine [bb.68 e seg,].
La coda dello sviluppo incomincia alla battuta 75: da questo momento il tema non si fa più sentire e il tutto si risolve in una serie continua di progressioni parallele [bb.74 e seg.].
La vera e propria preparazione al ritorno del tema fondamentale (ripresa) inizia alla battuta 94. Su un pianissimo (pp) la mano sinistra inizia con due battute di semiminime ribattute sulla nota do. Quindi a battute alterne le semiminime diventano intervalli ora consonanti ora dissonanti (intervallo di mezzo tono). Mentre la mano destra propone, prima sottovoce e poi in crescendo, le terzine in sedicesimi del tema principale [bb. 94-101].

#### Ripresa
Alla battuta 102 ritorna il primo tema nella tonalità di fa minore. Non è cambiato nulla rispetto all'esposizione. Anche la codetta al tema è identica o pochissimo variata. Sono invece cambiate le battute di collegamento (e preparazione) all'entrata del secondo tema: ora sono molto più brevi (3 battute al posto di 6). Il secondo tema viene ora esposto anch'esso nella tonalità di fa minore su pedale di dominante (adesso nell'impianto tonale di base, anziché in lab maggiore come accadeva nell'esposizione).
Fatta eccezione per la tonalità che è ora quella di impianto, tutta la struttura del secondo tema viene comunque riconfermata in questa ripresa. Le figurazioni finali [bb. 42-49] che nell'esposizione potevano essere considerate come “coda all'esposizione”, ora qui diventano “coda finale del movimento”. A queste seguono sette battute conclusive di accordi [bb. 147-153] riconfermando la tonalità di fa minore con una classica e conclusiva cadenza settima di dominate/tonica.

### Analisi del Secondo movimento
Il secondo movimento, in tempo Adagio, ha una tipica struttura di un lied tripartito. In realtà, altri critici musicali, vedono in questo movimento una forma di cavatina (un'esposizione e una ripresa di sonata senza sviluppo).

Nella prima parte Beethoven espone il tema nella tonalità di fa maggiore che si chiude con una consueta cadenza settima di dominante – tonica [bb. 1-9]:
Il tema, presentato nelle classiche otto battute., viene ri-esposto in modo variato ed alla battuta 16 conclude decisamente sulla tonica (fa maggiore).
Nella seconda parte il tema viene liberamente sviluppato in uno stile di un'aria d'opera con le tradizionali fioriture [bb. 17-32]. Questo sviluppo impostato nella tonalità relativa minore (re minore) inizia con l'inciso iniziale del tema sovrapposto ad una serie di semicrome acefale, creando un momento molto espressivo:
La terza parte (con il ritorno del tema) inizia a battuta 33. In realtà anche questa parte si può considerare un libero sviluppo del tema. Il finale si chiude con la consueta cadenza settima di dominante – tonica

### Analisi del Terzo movimento
Il terzo movimento è in forma di minuetto. Sia il minuetto che il trio sono nello schema ortodosso classico tripartito e quadritematico. La struttura è la seguente: esposizione del tema A (con ritornello), esposizione del tema B (con ritornello), esposizione del trio con tema C (con ritornello), esposizione tema C1 (con ritornello) e ripresa senza ritornelli del minuetto. Il tempo indicato è “Allegretto” (in tre quarti). Questo minuetto è ancora semplice, tuttavia se eseguito ad un tempo più veloce appare subito spiritualmente legato ai tipici scherzi beethoveniani.

#### Minuetto
Il tema A (dolce ed espressivo) viene esposto subito nella tonalità di fa minore e consiste di una frase quadrata di otto battute[bb.1-9]:
La codetta del tema presenta nel finale quattro battute (“inciso di coda”), che saranno riutilizzate anche dopo la codetta del tema B del minuetto [bb. 12-15]:
Il tema B è modulante e si snoda per 26 battute. L'inciso della coda del tema compare due volte: alla battuta 22 ed alla battuta 37 a chiusura dello sviluppo stesso, a cui seguono due battute di cadenza (dominante – tonica):

#### Trio
La tonalità d'avvio del trio è fa maggiore e viene presentato in undici battute [bb.43-53]:
L'esposizione del tema C del trio si chiude nella dominante (do), preparazione all'esposizione del tema C1 (fa). Il tema C1 parte con le prime cinque battute sostenute da un pedale di dominante. Nelle ultime otto battute, dopo una modulazione alla tonica (fa maggiore) [bb. 67-69], viene ripresentato il tema C per chiudere alla tonica.
Alla fine come di consueto si ripete integralmente (senza variazioni) il minuetto senza però i ritornelli.

### Analisi del Quarto movimento
Anche il quarto movimento, come il minuetto, è strutturato in tre fasi: presentazione dei temi (con ritornello), parte cantabile centrale e ripresa delle varie idee. La tonalità è quella iniziale: fa minore, e il tempo indicato è Prestissimo. I primi temi di quest'ultimo movimento sembrano vorticosi e spediti, in realtà, quello che emerge alla fine è una musica chiara e assolutamente melodica.

#### Parte prima
Viene presentato subito un primo tema composto da tre frasi. Prima frase nella tonica (fa minore) [bb. 2-6]:
Seconda frase [bb.6-10]. Questa seconda frase termina modulando alla dominante (do maggiore). Nella zona centrale della frase alcune battute sono impostate sulla tonalità tonalità relativa maggiore (la♭ maggiore).
Terza frase [bb. 10-14]. In questa terza frase si passa rapidamente dalla dominate alla tonica per chiudere appunto in fa minore.
Segue quindi una ripetizione della prima frase con il tema innalzato di un tono: sol (sopratonica) [bb.14-20]. Una lunga coda basata soprattutto sulle terzine di crome chiude questo periodo [bb. 21-34]. Le terzine passano alla mano sinistra, mentre la destra propone quello che può essere considerato la vera realizzazione del primo disegno melodico. Questo tema è esposto in do minore [bb.35-50]
Questa prima parte si chiude con il ritorno della prima frase del tema iniziale esposto inizialmente in do minore per poi modulare nella chiusura al fa minore (tonica) [bb.51-58].

Il ritornello ripropone ovviamente tutto il materiale fin qui esposto con la differenza che la seconda chiusura modula al mi♭ settima per preparare la prossima ambientazione tonale (la♭ maggiore) [bb.59-61].

#### Parte seconda
Questa seconda parte è un intermezzo lirico nel quale viene proposta un'aria tipica per melodramma. Questo tema viene esposto nella tonalità relativa maggiore (la♭ maggiore):
Questo tema è organizzato in una prima frase [bb.62-71], in una seconda frase [bb.72-72] e in due codette [bb.81-85] e [bb.85-89]. Segue un breve sviluppo di questo tema fino a battuta 112 dove s'insinuano gli accordi della prima frase del tema iniziale del movimento. I due elementi tematici (il tema iniziale e quello melodico) dialogano brevemente fino a battuta 122 dove subentra una coda a questa seconda parte, ma anche la preparazione alla ri-entrata vera e propria del tema iniziale.

#### Parte terza
Alla battuta 141 riparte alla tonica (fa minore) il tema iniziale con le sue tre frasi. Viene riproposto il primo disegno melodico (quello alla battuta 35 e seguenti) ma questa volta (come vuole la tradizione – anche se questa non è propriamente un tempo in forma-sonata - in effetti lo sviluppo è costituito da un nuovo materiale tematico) nella tonalità della tonica (e non della dominante come la prima volta). Il ritorno poi del tema iniziale chiude il movimento e l'intera sonata con una classica cadenza plagale (dal quarto grado al primo grado).